# روبرتو إدواردو فيولا
روبرتو إدواردو فيولا (بالإسبانية: Roberto Eduardo Viola) (و. 1924 – 1994 م) هو جندي، وسياسي من الأرجنتين ولد في بوينس آيرس.

## التعليم
تعلم في مدرسة الأمريكيتين.

## روابط خارجية
- روبرتو إدواردو فيولا على موقع الموسوعة البريطانية (الإنجليزية)
- روبرتو إدواردو فيولا على موقع مونزينجر (الألمانية)